# Hans-Dietrich Raapke
Hans-Dietrich Raapke (* 5. Januar 1929 in Hannover; † 10. Februar 2016). Er war von 1965 bis 1997 Professor für Pädagogik und Erwachsenenbildung an der PH Oldenburg und ab 1974 an der Carl von Ossietzky Universität Oldenburg. Insbesondere wurde er als Mitverfasser der so genannten „Göttinger Studie“ (1966) bekannt.

## Werdegang
Raapke lehrte und forschte von 1965 bis zu seiner Emeritierung 1997 an der Universität Oldenburg. Von 1970 bis 1972 war er Rektor der PH Oldenburg und von 1979 bis 1980 kommissarischer Universitätspräsident der Universität Oldenburg.

## Verdienste
Raapke machte sich um die Reform der Lehrerausbildung nachhaltig verdient.

## Schriften
- Montessori heute. Eine moderne Pädagogik für Familie, Kindergarten und Schule. Reinbek bei Hamburg 2001, ISBN 3-499-60537-6.

- Montessoris „Erdkinderplan“. Oldenburg 1993, DNB 940153564.

- als Hrsg.: Adriaan D. de Groot: Fünfen und Sechsen. Zensurengebung, System oder Zufall? Aus d. Niederländ. übertr. u. mit e. Anh. versehen von Arno Piechorowski. Weinheim / Berlin / Basel 1971, ISBN 3-407-28135-8.

- mit Willy Strzelewicz und Wolfgang Schulenberg: Bildung und gesellschaftliches Bewußtsein. Ferdinand Enke Verlag, Stuttgart 1966, DNB 458273732.

- Das Problem des freien Raums im Jugendleben. Beltz, Weinheim/Bergstr. 1958, DNB 480765324.